# Munk Adolf
Munk Adolf, születési nevén Méir Ábrahám Munk (Nyitra, 1830. augusztus 24. – Nagyvárad, 1907. október 6.) magyarországi zsidó kereskedő, szépíró, költő, filozófus és talmudista volt, a héber nyelvet is kitűnően kezelte; Munkácsi Bernát néprajztudós édesapja.

## Élete
Egyik tagja a nagyváradi Maszkilim szerény, de lelkes körének, amely a múlt század második felében buzgón érdeklődött a megújuló héber nyelv és irodalom iránt és azt sikerrel művelte. Anyai ágon unokája volt Felsenburg Mózesnek, a nyitrai hitközség híres jegyző-titkárának (1772-1849) és dédunokája Lerner József lichtenstadti rabbinak. Rabbinikus tanulmányaiban Ullmann Ábrahám lakompaki, Benét Jechezkél nyitrai és Landerberg Izsák Áron galgóci rabbik voltak a mesterei. Amikor az utóbbit a nagyváradi hitközség a rabbiságra 1853-ban meghívta, vele együtt ment oda kedvelt tanítványa, Munk is, aki közben két éven át a nagyszombati zsidó iskolavezető tanítója volt. Már ekkor feltűnt a műveltségre törekvő vallásos zsidók közt választékos héber stílusban írott leveleivel, melyeket főleg Felsenburg Adolf Áron szentesi iskolaigazgató nagybátyjával váltott. Működése új helyén kezdetben magántanítással foglalkozott és tanítványai közé tartozott Neumann Ármin a későbbi országgyűlési képviselő, udvari tanácsos is. Utóbb kereskedői pályára lépett, de emellett állandóan foglalkozott héber tanulmányaival s írogatta munkáit. Irodalmi hagyatékában, amely fiához, Munkácsi Bernát pesti hitközségi tanfelügyelőhöz jutott, 5 bő kötetre terjedő héber nyelvű költemény, elbeszélés, elmélkedés (társadalmi kérdésekről és jelentős napi eseményekről), nekrológ s közérdekű magánlevél maradt fenn. Egy regénye Macévath Ráchél hajet homáh (1895), csehországi zsidók közt elterjedt népies elbeszéléseket (Szippurim) dolgoz fel költői keretben. Egy nagyobb elbeszélése Mordechai hamelamméd, tárgyát a pesti Wahrmann-család ősmúltjából meríti; egy másik elbeszélését a héber eredetiből magyarra fordítva Spitz Gyula kiadta Magyar-Zsidó Évkönyvében (1905); Jerome ezredes és utóbb Izraelita Családi Könyvtár kiadványában (II. köt.) Az igazság diadala címen. Különösen becses és tanulságos Munk önéletrajza, amely egyszersmind hű képét nyújtja a felvidéki magyar zsidóság életének, főképp oktatásügyének a múlt század első felében.
Emlékiratait 2002-ben jelentették meg Meir Ávrahám Munk: Életem történetei címmel (ford. Ardai Simon, Fábián Miksa, Múlt és Jövő, Budapest, Jeruzsálem, 2002, 354 p, ISBN 9639171824).